# Борис Ігор Олександрович
Ігор Олександрович Борис (нар. 12 січня 1952, смт Розділ Миколаївського району Львівської області) — український режисер, актор, сценарист, педагог, науковець, громадський діяч, заслужений діяч мистецтв України, член Національної спілки театральних діячів України, доцент кафедри майстерності актора факультету сценічного мистецтва Харківської державної академії культури. Член ЦК КПУ в червні 1990 — серпні 1991 р.

## Життєпис
Народився 12 січня 1952 року в смт Розділ Миколаївського району Львівської області. 1975 року закінчив Київський інститут театрального мистецтва імені Карпенка-Карого за спеціалізацією «Режисер драматичного театру» в творчій майстерні народної артистки України, професора Ірини Молостової та учня Леся Курбаса, актора та режисера театру «Березіль», професора Михайла Верхацького.
Член КПРС з 1979 року.
У 1980–1982 роках пройшов стажування в Академічному театрі імені Є. Вахтангова у Москві під керівництвом Євгена Симонова, народного артиста СРСР. 
У 1984—1986 роках — режисер Запорізького театру юного глядача.
У 1986—1991 роках — головний режисер Івано-Франківського музично-драматичного театру ім. Івана Франка.
У 1991—1996 роках — головний режисер Харківського державного академічного українського драматичного театра ім. Тараса Шевченка.
У 1993 році – ініціатор і художній керівник першого в незалежній Україні міжнародного фестивалю театрального мистецтва в м. Харків «Березіль–93». Вистава академічного театру ім. Т. Г. Шевченка «Украдене щастя» І. Франка на фестивалі стала лауреатом у номінації «Краща вистава національної драматургії». У 1996 році на міжнародному театральному ялтинському фестивалі ім. А. Чехова вистава «Три сестри» стала лауреатом фестивалю в номінації «Оригінальний експериментальний пошук», у 1997 році здобула Харківську муніципальну премію ім. М. Крушельницького в номінації «За кращу режисерську роботу».

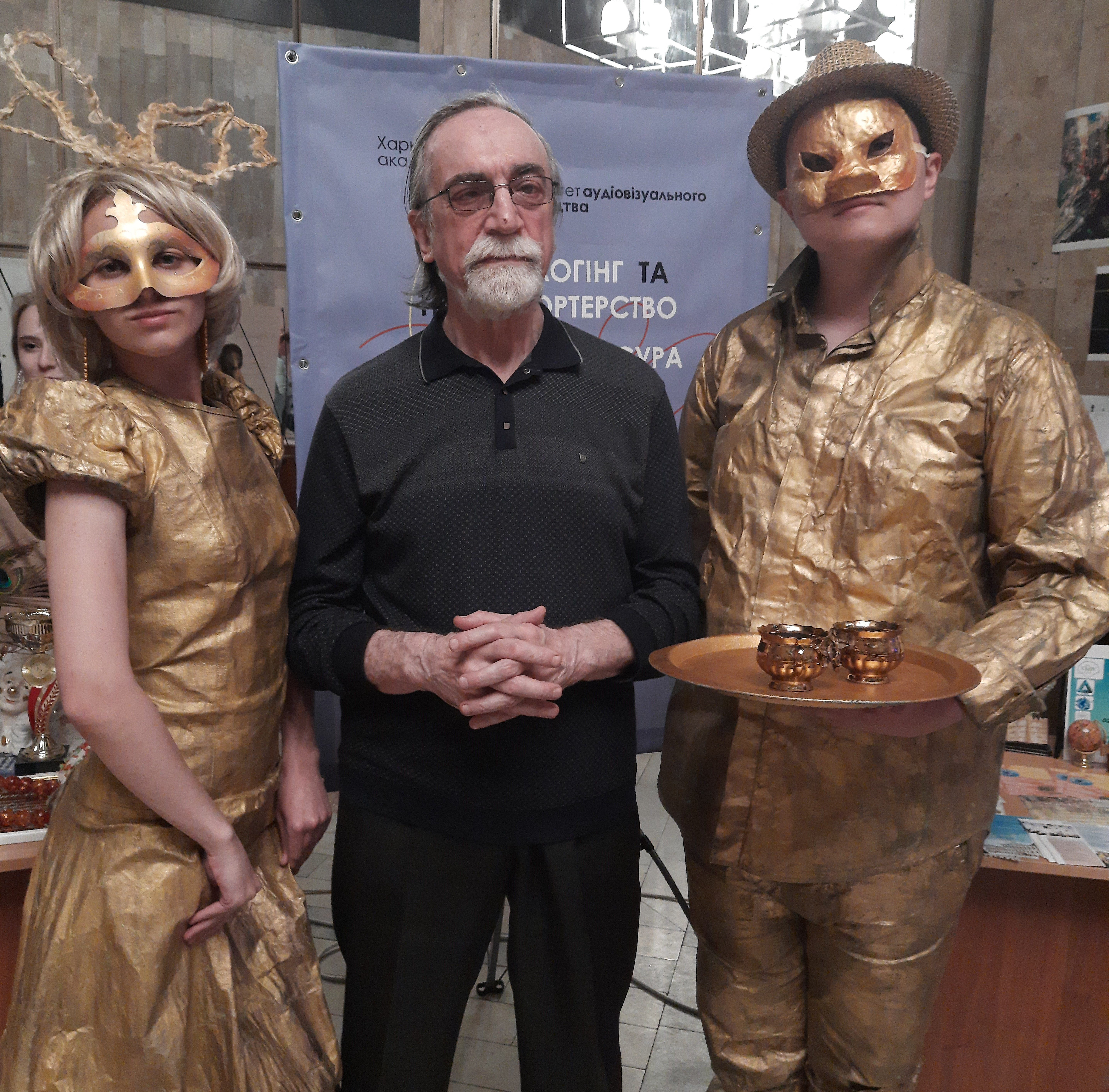
Борис Ігор Олександрович зі студентами факультету сценічного мистецтва Харківської державної академії культури, Харків, ХАТОБ, 7 червня 2023 року

З 1996 року викладає в Харківській державній академії культури (ХДАК), є доцентом кафедри майстерності актора факультету сценічного мистецтва. Організатор міжрегіонального театрального фестивалю «Театр майбутнього» на базі ХДАК (з 2014 року). Був фундатором кафедри майстерності актора (очолював її до 2015 року) та експериментальної майстерні театральних досліджень «Екматедос» при Харківській державній академії культури. Процес навчання у творчій майстерні не відбувається за класичним зразком. В «Екматедосі» вивчаються аутентичні джерела театрального мистецтва Японії, країн Африки, Америки, Європи та ін. Експериментальна майстерня театральних досліджень ― лауреат міжнародних і всеукраїнських конкурсів та фестивалів різноманітних жанрів і видів театрального мистецтва.
Митець був головою міжобласного союзу театральних діячів України (м. Харків) у 2001–2005 роках.
У 2008 році І. О. Борис брав участь у створенні нової експериментальної методики й системи під назвою «ПАСВІС» — паралельний світ існування, яка була втілена у виставі за твором О. Олеся «Осінь», показаній на І міжнародному фестивалі «Натхнення» у м. Києві.  

## Основні праці
- Борис І. Виховання професійних акторів у школі ЕКМАТЕДОС / І. Борис // Сучасні проблеми художньої освіти в Україні : зб. наук. пр. — Київ: Фенікс, 2007. — Вип. 3 : Театральна педагогіка в Україні: проблеми, критерії, судження (Київ-Коломия). ― С. 135–142.
- Борис І. Традиції Леся Курбаса в сучасному театральному процесі / І. Борис // Лесь Курбас в контексті світової та вітчизняної культури : матеріали міжнар. наук. конф. до 125-річчя від дня народження Леся Курбаса, 14-15 берез. 2012 р. / Харків. нац. ун-т мистецтв ім. І. П. Котляревського, Харків. держ. акад. культури, Нац. центр театр. мистецтва ім. Л. Курбаса. — Харків, 2012. — С. 183–184.
- Борис І. О. Професія актора в контексті історичного розвитку та сьогодення  / І. О. Борис // Вісн. Запоріз. нац. ун-ту. Сер. Педагогічні науки. — Запоріжжя, 2010. — Вип. 1. — С. 10–15.
- Борис І. О. Специфіка роботи актора та режисера в українському поетичному театрі та кіно / І. О. Борис // Культура України. Серія: Мистецтвознавство : зб. наук. пр. / Харків. держ. акад. культури. — Харків, 2016. — Вип. 54. — С. 286–296.
- Borys I. О. Director's Activities with Actors in a Contemporary Theater / I. О. Borys // Культура України. Серія: Мистецтвознавство : зб. наук. пр. / Харків. держ. акад. культури. — Харків, 2016. — Вип. 53. — С. 165–173.
- Борис І. О. Таїнство творіння актора та режисера : [наук.-дослід. монографія] / І. О. Борис. — Харків : Друкарня Мадрид, 2020. — 224 с.
- Борис І. О. Традиції українського театру корифеїв та їх відтворення в сучасних умовах глобалізації / І. О. Борис // Культурологія та соціальні комунікації: інноваційні стратегії розвитку : матеріали міжнар. наук. конф. (17-18 листоп. 2022 р.) / Харків. держ. акад. культури. — Харків, 2022. — С. 249–251.

## Вистави
Протягом творчої діяльності здійснив понад 100 театральних вистав як в Україні, так і за кордоном (Польща, Болгарія, Росія, Канада).
- 1985 — «Навіки дев’ятнадцятилітній» Г. Бакланова
- 1986 — «Мама і нейтронна бомба» Є. Євтушенка
- 1986 — «Ромео і Джульєтта» Вільяма Шекспіра
- 1987 — «Плаха» за Чингізом Айтматовим
- 1988 — «Тіні забутих предків» за Михайлом Коцюбинським
- 1989 — «Собаче серце» М. Булгакова
- 1990 — «Юда Іскаріот» за Леонідом Андреєвим (власна композиція)
- 1991 — «Король Лір» Вільяма Шекспіра
- 1993 — «Украдене щастя» Івана Франка
- 1994 — «Маруся Чурай» за Ліною Костенко
- 1996 — «Три сестри» Антона Чехова
- 2009 — «Травнева ніч» М. Гоголя
- 2020, 17 грудня — «Мойсей» за мотивами поеми Івана Франка (Харківський театр для дітей та юнацтва)[3]
- 2021, 25 лютого — «Лісова пісня» за п'єсою Лесі Українки (Харківський академічний український драматичний театр імені Тараса Шевченка[4])

## Нагороди
- лауреат Республіканської премії імені Миколи Островського (1990)
- Заслужений діяч мистецтв Української РСР (1989)[1]